# Turia (gmina)
Turia – gmina w Rumunii, w okręgu Covasna. Obejmuje miejscowości Turia i Alungeni. W 2011 roku liczyła 4027 mieszkańców.